# Pedamaran I
Pedamaran I is een bestuurslaag in het regentschap Ogan Komering Ilir van de provincie Zuid-Sumatra, Indonesië. Pedamaran I telt 4452 inwoners (volkstelling 2010).